# Johan Diederich Behrens

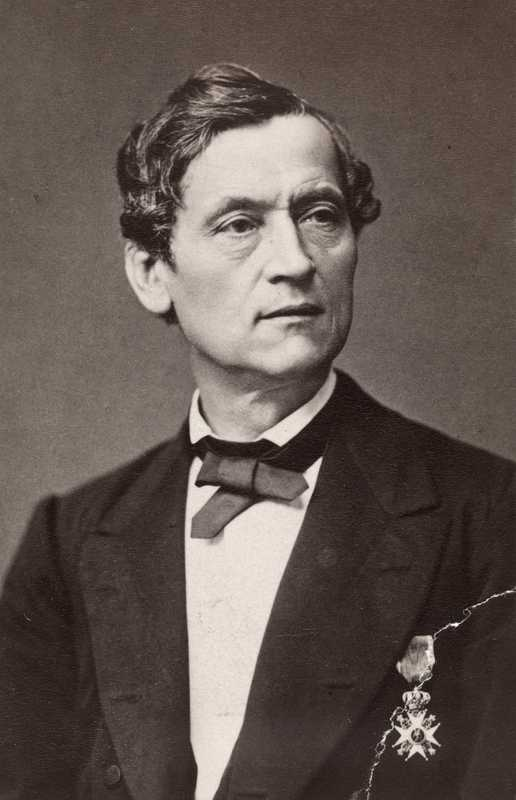
Johan Diederich Behrens.

Johan Diederich Behrens, född den 26 februari 1820 i Bergen, död den 29 januari 1890 i Kristiania, var en norsk körledare och sånglärare.
Behrens instiftade 1845 Den norske Studentersangforening. Han fick genom sin i hela 40 band utgivna samlingar av manskvartetter stor betydelse för manskörerna i Norge, liksom för sångundervisningen med sina läroböcker Sanglære for skoler och Sanglære for folkskolen. Hans Om den lutherske salmesang og dens gjenindførelse i den norske kirke (1858) blev startpunkten på den långvariga "salmesangstriden", i vilken Ludvig Mathias Lindeman 20 år senare utgick som segrande med sin koralbok.